# Завод аэропланов Анатра
Завод аэропланов Анатра — один из шестнадцати[уточнить] крупных авиазаводов Российской империи, основанный предпринимателем А. А. Анатрой. Накануне 1917 года — третий по мощности завод империи. За период с 1914 по 1917 годы на заводе Анатра было построено более тысячи машин: 1 056 в Одессе и около 50 — филиалом завода в Симферополе.
На базе авиазавода в мае 1924 года были организованы Государственные авиационные мастерские № 7.
В настоящее время на территории завода расположено украинское предприятие «Одесавиаремсервис».

## История основания завода

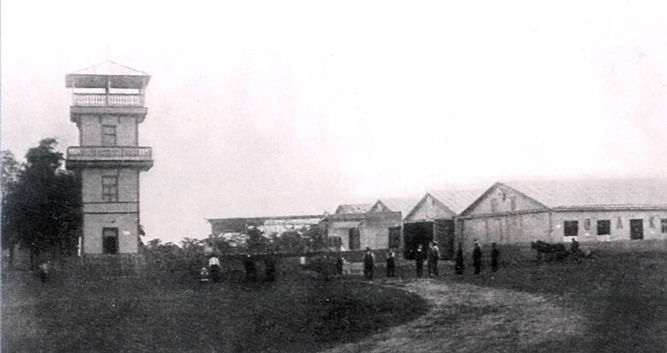
Первые постройки завода, 1912 год. На стене ближайшего ангара видны буквы ОАК (Одесский аэроклуб). Слева — пятнадцатиметровая смотровая башня, с которой велись наблюдения за испытательными полётами. Внутри башни была оборудована метеорологическая станция.

Основой для завода стала ремонтная мастерская Одесского аэроклуба, президентом которого в 1910 году стал А. А. Анатра, расположенная в западной части города вблизи ипподрома, который первое время служил испытательным аэродромом.
Затем А. А. Анатра приобрел земли в районе 4-й станции Черноморской дороги, куда и был переведен аэродром.
10 июня 1913 года мастерские А. А. Анатра получили первый заказ на производство пяти самолётов Фарман-IV — лицензионных копий французского образца, которые были построены к ноябрю 1913 года.

## 1914 год
Первый год завод работал в качестве сборочного. Двадцать три рабочих в 1914 году собирали из импортируемых узлов самолёты французских конструкций Фарман, Вуазен, Моран, Ньюпор-IV — пять машин в месяц. На заводе также строили глиссеры оригинальных конструкций, легкие мотоциклы, ремонтировали автомашины.

## 1915 год

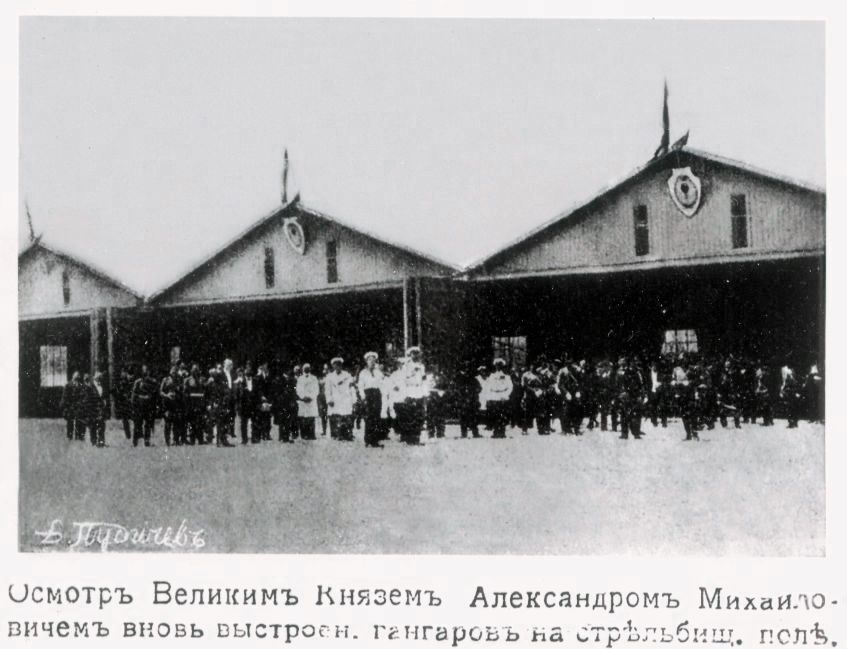
Осмотр Великим князем Александром Михайловичем вновь выстроенных ангаров у Стрельбищного поля.

Начало Первой мировой войны принесло заводу крупные заказы от военного ведомства. Завод был реконструирован: на Стрельбищном поле построены корпуса заводоуправления, столярного, моторного, сборочного отделений, сварочного цеха. На улице Канатной, 33, открылось отделение завода со слесарным и штамповочным цехами, на Французском бульваре — отделение механической обработки, на улице Ольгиевской, 5 (возле Пересыпи) — деревообделочный цех.
Авиазавод находился в 12 верстах от города. Для доставки рабочих за 1 млн 300 тысяч рублей была построена железнодорожная ветка Одесса — Завод аэропланов А. Анатра, приобретено два паровоза и нескольких пассажирских вагонов.

### Разработка самолёта
Летом 1915 года на заводе началась разработка собственной модели самолёта.
Было создано конструкторское бюро под руководством Г. М. Макеева, в котором работали одесситы В. Хиони, В. Иванов, А. Кам, А. К. Михалькевич и другие, приглашенный из Франции инженер Альфред Декан, Д. Д. Фёдоров, затем работавший конструктором на германских авиазаводах. Из Франции прибыл и пилот-испытатель Робин.
Накануне Первой мировой войны А. А. Анатра приобрел у немецкой фирмы Aviatik проект самолёта Р-20. Доработкой этого проекта и внедрением его в производство и занялся Декамп.
Испытания прототипа самолёта, который получил название «Анаде» (или «Анатра»-Д, то есть «Декан») были проведены 19 декабря 1915 года.
С 1915 года начали выходить собственные опытные самолёты завода.

## 1916 год
В 1916 году завод получил заказ на поставку в армию 700 самолётов Анатра-Д, 100 истребителей Ньюпор-XVII и 200 учебных самолётов Фарман-VII.

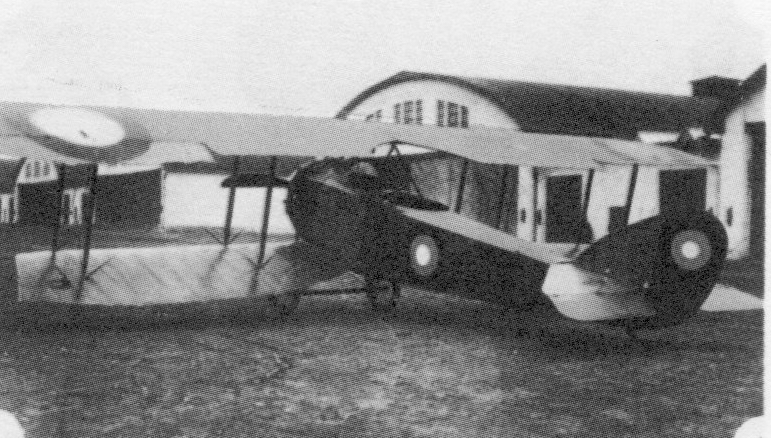
Аэроплан Анатра-Анасаль

25 июля 1916 года состоялся первый полёт самолёта Анасаль (или Анатра-ДС, то есть «Декан с Сальмсон»), представлявшим собой модель Анаде с двигателем Сальмсон (150 л.с.), который выпускался в России по французской лицензии.
В 1916 году на заводе начато производство модификации самолёта Вуазен-LAS — так называемый «Вуазен Иванова» (Анатра-ВИ), созданный конструктором подпоручиком Петром Ивановым.
Летом 1916 года под руководством летчика-испытателя В. Н. Хиони был создан оригинальный двухфюзеляжный двухмоторный бомбардировщик Анадва (или Анатра-ВХ).

### Создание филиала в Симферополе
В 1916 году, после вступления Румынии в Первую мировую войну, Одесса стала прифронтовым городом и важные военные производства было решено перенести вглубь страны. Началось создание филиала завода в Симферополе. Ещё в 1914 году А. А. Анатра купил в Симферополе пустующие земли к западу и северо-западу от ставка на реке Славянка для постройки авиационного завода (район возле территории завода до сих пор называется Анатра, а соседняя улица — Авиационная).
В 1916 году филиал выпустил 5 машин, в 1917 году — 45.
На Симферопольском заводе работало 735 рабочих, из них 150 были переведены с петроградских предприятий.

## 1917 год
В 1917 году на двух заводах фирмы «Анатра» работало более 330 служащих и около 2100 рабочих. Технологическая база завода — около 200 станков различных типов.
Основные производства размещались в разных районах Одессы. Здесь располагались деревообрабатывающий, механический, слесарный, сварочный, сборочный, малярный цехи, склад, испытательный аэродром и другие вспомогательные производственные подразделения.
26 июля 1917 года был подписан контракт на поставку армии трёхсот самолётов Анасаль.
3 ноября 1917 года компания получила заказ на поставку пятидесяти самолётов Анадва.
Потенциальная мощность завода состоянию на осень 1917 года составляла возможность производства 80-ти самолётов в месяц, из них 60 — на одесском заводе и 20 — на филиале в Симферополе.

## 1918—1921 годы

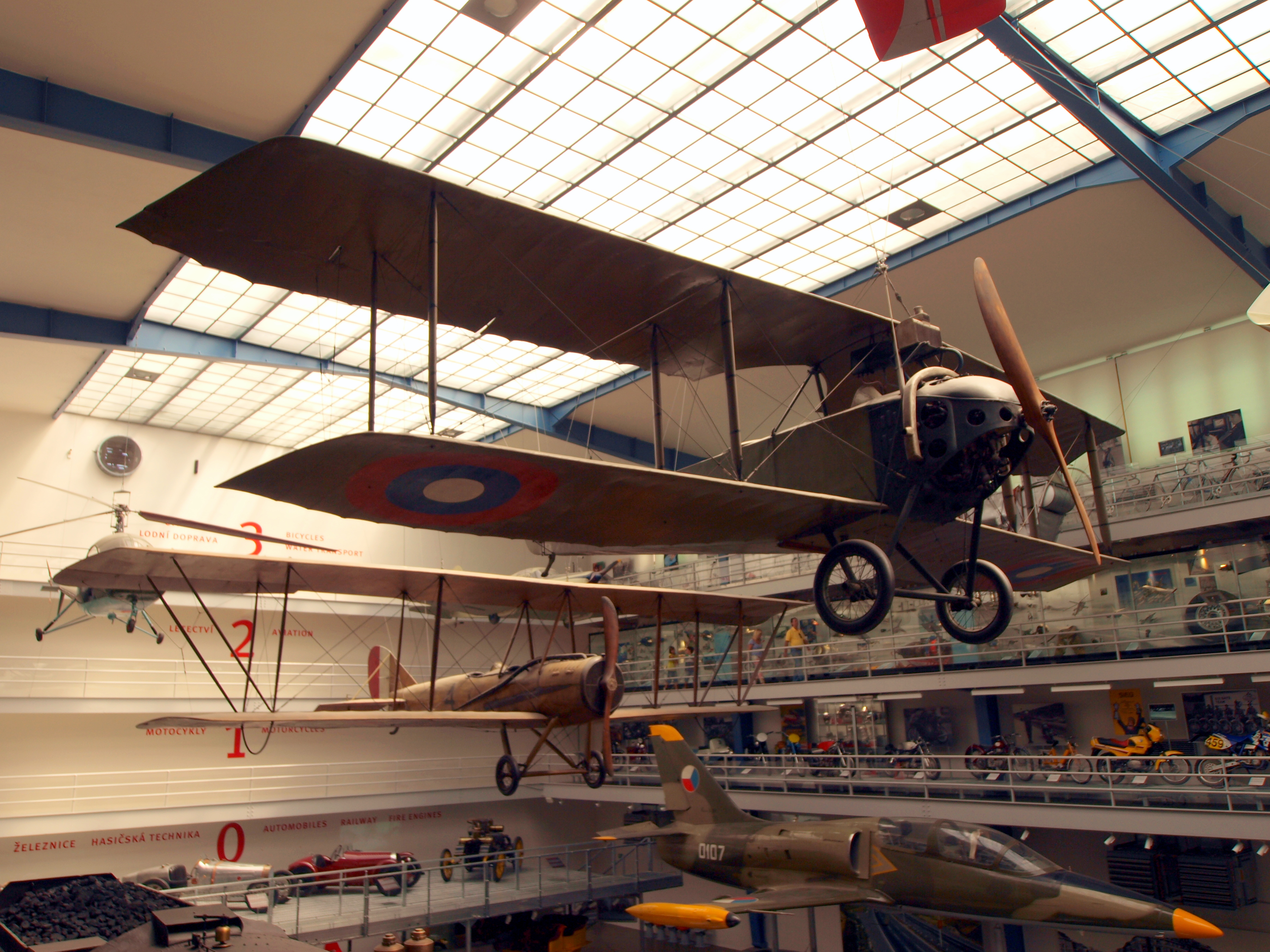
Аэроплан Анатра-Анасаль в Пражском Национальном техническом музее, Чехия

В первый период установления Советской власти на Юге России — с ноября 1917 по апрель 1918 годов — деятельность компании была полностью остановлена.
В результате Брестского мирного договора армия Австро-Венгрии оккупировала регион Одессы, а германская армия — Крым. На территории завода в Симферополе оккупационные власти обнаружили восемь спрятанных винтовок и арестовали около пятидесяти рабочих.
С Одесского завода австро-венграми было вывезено материалов на сумму около миллиона рублей золотом. Завод попал под полный контроль австро-венгерских оккупационных властей, которым досталось более 240 готовых самолётов — 111 аэропланов Анасаль, 63 Анаде и 68 Фарманов. 5 мая 1918 завод получил заказ на поставку двухсот самолётов Анасаль для Австро-Венгрии. Уже 10 июня 1918 года новому заказчику была передана первая партия самолётов — 42 машины, а в августе — ещё 51.
Когда в ноябре 1918 года в Одессе высадились части Антанты, они обнаружили на заводе «Анатра» 123 самолёта «Анасаль».
С изгнанием большевиков заводы работали по ремонту авиационной техники для Вооружённых сил Юга России, но большевистское подполье взорвало электростанцию завода в Симферополе, чем парализовало работу филиала.

## 1921—1924

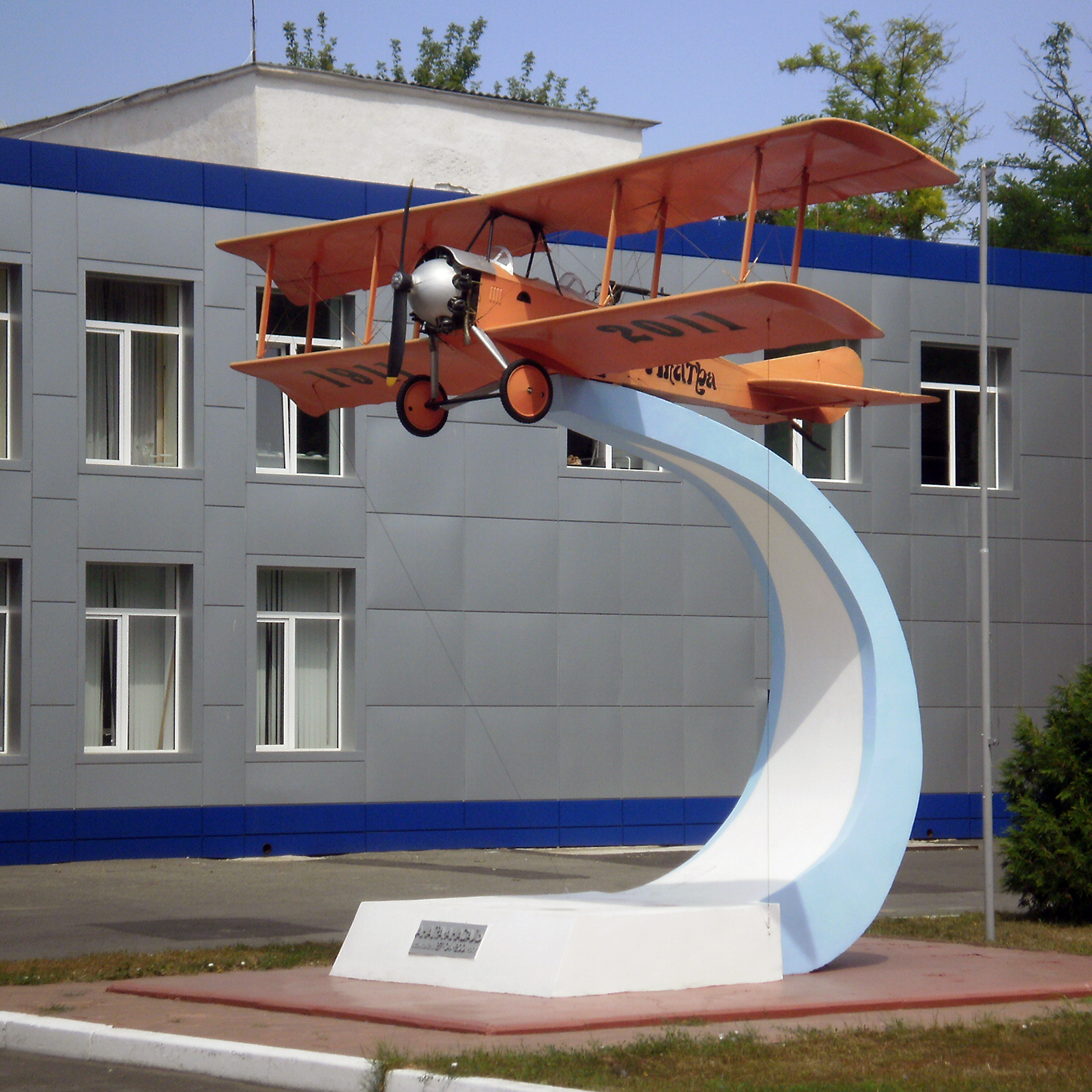
Макет самолёта «Анатра Анасаль» в масштабе 1:2 на территории предприятия «Одесавиаремсервис»

В 1920 году, после захвата Одессы и Крыма, большевики национализировали Одесский завод и назвали его производственные мощности «Государственный авиационный завод № 11», а симферопольский филиал  «Анатра» получил название «Государственный авиационный завод № 15».

### Одесский завод
Одесский завод ГАЗ № 11 в 1921—1922 годах выпускал для советского военного ведомства учебные самолёты Фарман.
В 1923 году В. Хиони сконструировал самолёт У-8 «Конёк-Горбунок». В 1924 году самолёт был запущен в серийное производство и к осени 1924 года в Одессе построили 31 такой самолёт. 
В мае 1924 года завод был реорганизован и получил название «Государственные авиационные мастерские № 7». Выпуск самолётов в Одессе окончательно прекратился и в дальнейшем здесь осуществлялся только их ремонт. Сам завод в итоге трансформировался в Одесский авиационный завод.

### Симферопольский завод
На симферопольском заводе взамен взорванной электростанции по предложению командира корпуса РККА В. М. Примакова устанавили демонтированный с бывшей царской дачи в Ливадии электрогенератор и вновь ввели завод в строй.
К 26 июня 1921 года на заводе ещё сохранилась почти половина прежнего состава рабочих — 437 человек. В 1921 году завод получил наименование Государственный авиационный завод № 15 (ГАЗ № 15)
Выпуск самолётов достиг 7 единиц в месяц. Однако завод не выпускал новые самолёты, а осуществлял капитальный ремонт самолётов Красной Армии: «Фарман-XXX», «Гевеленд», «Ньюпор−XXIV», «Сопвич», «Сопвич Кэмел», «Ньюпор-XVII», «Моран», «Авро», «Виккерс», «Спад».
В декабре 1921 года на заводе работали около 200 человек.
С января по май 1922 года завод ещё выпустил из ремонта 12 самолётов, 3 броневика, 2 автомобиля и 1 мотоцикл.
1 июля 1922 года завод в Симферополе был законсервирован. В 1924 году он был закрыт, а на его территории создана кожевенная фабрика.

## Оценка деятельности завода
Неудачная конструкция самолёта Анатра-ВИ, результатом чего были частые катастрофы и гибель экипажей при выполнении боевых заданий, подорвала репутацию завода. Когда инспектор авиации армий Юго-Западного фронта в феврале 1917 года объезжал авиационные отряды фронта, то летчики повсеместно жаловались ему на плохое качество самолётов завода Анатра.
Заводу так и не удалось справиться с дефектами машины. В апреле 1917 года в 5-м Сибирском корпусном авиаотряде было составлено около 10 актов о дефектах и поломках самолётов Анатра-ВИ. В конце концов специально созданная комиссия, разобрав все случаи аварий машины, признала, что самолёты и моторы собираются на заводе крайне небрежно. В дальнейшем сложилось предубеждение летчиков о всех самолётах завода, даже вполне удачной модели аэроплана Анатра-Д.
31 мая 1917 года, чтобы рассеять недоверчивое отношение летного состава к машине, командир 11-го армейского авиационного отряда штабс-капитан Макаров выполнил на самолете Анатра-Д фигуры высшего пилотажа, в том числе — петлю Нестерова. В истории русской авиации это были первые фигуры высшего пилотажа, сделанные на машине, предназначенной для корпусных авиаотрядов и не рассчитанной на высший пилотаж.
Летом 1917 года пилот завода Анатра лейтенант французской службы Робино и механик завода Иван Омелин при подготовке к авиационной неделе решили  на аэроплане «Анатра-Д» осуществить в полете фигуры высшего пилотажа. Эксперимент окончился катастрофой. Причиной аварии послужила технология склейки лонжеронов из двух частей.
Качество самолётов завода Анатра было ниже, чем у машин завода «Дукс» или Русско-Балтийского вагонного завода. Глубинными причинами низкого качества продукции завода являлись оторванность завода от аэродинамических лабораторий Москвы и Петрограда, более низкая квалификация рабочих и технического персонала, безудержная погоня владельца завода за прибылью.

## Продукция
| Модель                       | Тип                            | Двигатель                            | Дата первого полета | Конец производства | Количество построенных                        | Стоимость ед. |
| ---------------------------- | ------------------------------ | ------------------------------------ | ------------------- | ------------------ | --------------------------------------------- | ------------- |
| Фарман-IV                    |                                |                                      |                     |                    |                                               |               |
| Ньюпор-XVII                  |                                |                                      |                     |                    |                                               | 11 000 руб.   |
| Анатра-Д                     | Самолёт-разведчик              | «Гном-Моносупап» мощностью 100 л. с. | 19 декабря 1915     | середина 1917      | 225                                           | 12 000 руб.   |
| Анатра-Анаклер               | Самолёет-разведчик             | «Клерже» 9Z 110 л. с. и 9В 130 л. с. |                     | середина 1917      | 24                                            |               |
| Анатра-ДС (Анасаль)          | Самолёт-разведчик, истребитель | «Сальмсон» мощностью 150 л. с.       | 25 июль 1916        | 1919               | более 100                                     |               |
| Анатра-ВИ                    |                                | «Сальмсон» мощностью 150 л. с.       | 1916                | 1917               | около 150                                     |               |
| Анатра-ДМ (Анамон)           |                                | «Гном-Моносупап» мощностью 100 л. с. | 16 июня 1916        | -                  | 1 (потерпел аварию при испытаниях)            |               |
| Анатра-ДЕ                    | Бомбардировщик                 | «Сальмсон» 140 л. с.                 | 23 июня 1916        | -                  | 1 (потерпел аварию на посадке при испытаниях) |               |
| Анатра-Анадис                |                                |                                      | 23 октября 1916     | -                  | 1                                             |               |
| Хиони-У-8 («конек-горбунок») |                                |                                      | 1924                | 1925               | 31                                            |               |